# 王澍 (书法家)

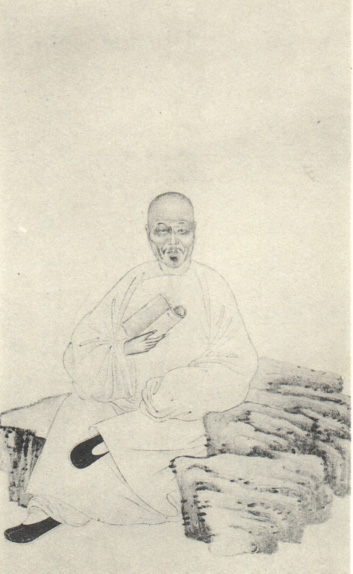
《清代学者像传》第二集之王澍像

王澍（1668年—1743年），字若林，号虚舟，江南金坛人，清代进士，以书法闻名。

## 生平
王澍于康熙五十一年（1712年）中进士，選庶吉士，散館授翰林院編修，累迁户科给事中。雍正初年，改吏部员外郎。二年後告归，专注书法，名扬海内。四种书体皆善，特别致力於欧阳询、褚遂良两家。内阁学士翁方纲称其“篆书得古法，行书次之，正书又次之”。

## 延伸阅读
[在维基数据编辑]
 在维基文库阅读此作者作品（ 在维基共享资源阅览影像）
 《清史稿·卷503》